# Olympische Winterspiele 2018/Eisschnelllauf – 500 m (Frauen)
500 m Eisschnelllauf der Frauen bei den Olympischen Winterspielen 2018.
Ausgetragen wurden die 500 m im Eisschnelllauf der Frauen am 18. Februar 2018 um 20:00 Uhr Ortszeit (12:00 Mitteleuropäischer Zeit). Austragungsort war das Gangneung Oval.
Mit Nao Kodaira kam die Olympiasiegerin aus Japan. Diese stellte den bestehenden olympischen Rekord von Lee Sang-hwa ein, die den zweiten Rang belegte. Die Bronzemedaille gewann Karolína Erbanová aus der Tschechischen Republik.

## Rekorde

### Bestehende Rekorde
| Weltrekord         | Lee Sang-hwa ( Südkorea) | 36,36 s | Salt Lake City | 16. November 2013 |
| Olympischer Rekord | Lee Sang-hwa ( Südkorea) | 37,28 s | Sotschi        | 11. Februar 2014  |

### Neue Rekorde
| Olympischer Rekord | Nao Kodaira ( Japan) | 36,94 s | 18. Februar 2018 |

## Ergebnisse
| Rang | Name                 | Land                             | Zeit (s) | Anmerkungen |
| ---- | -------------------- | -------------------------------- | -------- | ----------- |
| 1    | Nao Kodaira          | Japan                            | 36,94    | OR, TR      |
| 2    | Lee Sang-hwa         | Südkorea                         | 37,33    |             |
| 3    | Karolína Erbanová    | Tschechien                       | 37,34    |             |
| 4    | Vanessa Herzog       | Österreich                       | 37,51    |             |
| 5    | Brittany Bowe        | Vereinigte Staaten               | 37,530   |             |
| 6    | Jorien ter Mors      | Niederlande                      | 37,539   |             |
| 7    | Angelina Golikowa    | Olympische Athleten aus Russland | 37,62    |             |
| 8    | Arisa Gō             | Japan                            | 37,67    |             |
| 9    | Yu Jing              | Volksrepublik China              | 37,81    |             |
| 10   | Marsha Hudey         | Kanada                           | 37,88    |             |
| 11   | Heather Bergsma      | Vereinigte Staaten               | 38,13    |             |
| 12   | Kim Hyun-yung        | Südkorea                         | 38,251   |             |
| 13   | Erina Kamiya         | Japan                            | 38,255   |             |
| 14   | Heather McLean       | Kanada                           | 38,29    |             |
| 15   | Zhang Hong           | Volksrepublik China              | 38,39    |             |
| 16   | Judith Dannhauer     | Deutschland                      | 38,534   |             |
| 16   | Kim Min-sun          | Südkorea                         | 38,534   |             |
| 18   | Hege Bøkko           | Norwegen                         | 38,538   |             |
| 19   | Anice Das            | Niederlande                      | 38,75    |             |
| 20   | Tian Ruining         | Volksrepublik China              | 38,86    |             |
| 21   | Jekaterina Aidowa    | Kasachstan                       | 38,96    |             |
| 22   | Huang Yu-ting        | Chinesisch Taipeh                | 38,98    |             |
| 23   | Lotte van Beek       | Niederlande                      | 39,18    |             |
| 24   | Erin Jackson         | Vereinigte Staaten               | 39,20    |             |
| 25   | Kaja Ziomek          | Polen                            | 39,26    |             |
| 26   | Yvonne Daldossi      | Italien                          | 39,28    |             |
| 27   | Ida Njåtun           | Norwegen                         | 39,33    |             |
| 28   | Elina Risku          | Finnland                         | 39,36    |             |
| 29   | Francesca Bettrone   | Italien                          | 39,52    |             |
| 30   | Ksenija Sadouskaja   | Belarus                          | 39,64    |             |
| 31   | Alexandra Ianculescu | Rumänien                         | 40,70    |             |